# 二田城
二田城（ふったじょう）は、和泉国二田（現・大阪府泉大津市二田町）にあった日本の城。

## 沿革
二田の地名は、紀元前5 - 4世紀、九州から東進（天下り）してきたニギハヤヒに付き添っていた物部氏族の二田氏がこの地に住み着いたことに由来するといわれる。649年、中大兄皇子の命を狙ったという謀反の濡れ衣を着せられて自決した、蘇我倉山田石川麻呂の首を切り落とした物部二田造塩（ふったみやつこのしお）もこの地に関係があると言われている。
南北朝時代、応仁の乱を経て戦国時代には、磯上氏の砦として二田城は存在していた。
江戸時代の1646年に高台だった城を掘り下げ、その場所に蓮華寺を建立した。堀もあり、大門の地名も明治時代の地図に残っている。堀は現在一部が暗渠として残っている。